# とてもエッチでとても暴力的
「とてもエッチでとても暴力的」（中国語：很黄很暴力）は、中国のインターネット・ミームの1つで、由来は中国中央電視台（CCTV）の報道番組「新聞聯播」における特集コーナー内でのインタビューを受けた少女の発言。この事件は、様々なインターネットフォーラムで広くパロディ化された。
原文は「很黄很暴力」で、「很」は「とても」や「非常に」という意味。「黄」は本来の色の意味以外に、「性的」「淫猥な」という意味を持つ。

## 発端
2007年12月27日、中国中央電視台（CCTV）の報道番組「新聞聯播」は、インターネット上で露骨なコンテンツが簡単に見れることの問題について特集した。この特集では司法機関と中国政府がインターネットを管理し、フィルタリングする必要性を訴えていた。また、報道の中で、ある若い女生徒が、自分が見たポップアップ広告について「とてもエッチで（很黄）とても暴力的だった（很暴力）」と表現する箇所があった。
その後、ネットユーザーたちは、その年齢で性的かつ暴力的なウェブページを見つけることはありえないと見なし、その発言を引用して揶揄したり、パロディ化し、番組の信憑性に疑いをもった。
また、インタビューを受けた少女の個人情報も流出し、名前が特定された。
ネット上の掲示板には、この事件に関する大きなスレッドが立てられ、ある風刺作品ではCCTVのウェブサイトがインターネット上で最も「とても性的でとても暴力的」とされ、あるいは別のユーザーはこの条件を満たすサイトのトップリストを作成し、これには「とても性的でとても暴力的なスポーツイベントTOP8」や「性的」という意味ではなくそのまま原語の「黄色」にひっかけるものもあった。

## 反応
一般には報道に登場した少女が意図せずそのようなウェブページにアクセスすることはありえないと考えられている。この少女の発言は、彼女自身の意見ではなく、記者が問題をより深刻なように見せようとした「やらせ」だと考えられる。中国ではインターネットのフィルタリングがかなりの強度で施行されているが、当該の報道は現在のフィルタリングではまだ不十分であることを示唆したかったと思われる。
一部のメディアは、この報道に対する社会の反発は、報道内容に対する不満、中国のインターネット検閲に対する不満、「新聞聯播」の番組手法に対する長期的な不満の表れだと指摘している。
また、ネット上での反発や報道に関連した多くのパロディに不満を示す批評家も登場し、中には少女の父親を名乗る人物が書いた手紙の中に、彼女の実名が明記されていたものもあった。
ほとんどの中国メディアは、CCTVがこの報道で行った内容を意図的に無視し、少女のプライバシー侵害の問題に焦点を当てている。
文化部「Lifeweek」のチーフライターである王小峰は、「CCTVとユーザーは未成年者を保護するために必要な信念を持っていない」と指摘した。また、「少女が本当に必要としているのは、芸能人のフリーア（嘲笑）ではなく、大人の寛大な批評である」と主張している。